# Талды-Булак (Иссык-Кульская область)
Талды-Булак (кирг. Талды-Булак) — село в Джети-Огузском районе Иссык-Кульской области Кыргызстана. Входит в состав Джети-Огузского аильного округа. Код СОАТЕ — 41702 210 830 06 0.

## Население
По данным переписи 2009 года, в селе проживало 92 человека.